# Haut de Felsach
Le Haut de Felsach  est un sommet du massif des Vosges culminant à 1 161 mètres d'altitude au nord-ouest du Felsachkopf. Il est situé entre les communes de Ventron et Fellering, respectivement dans les départements des Vosges et du Haut-Rhin.

## Toponymie
La carte IGN utilise Haut de Felzach.

## Géographie

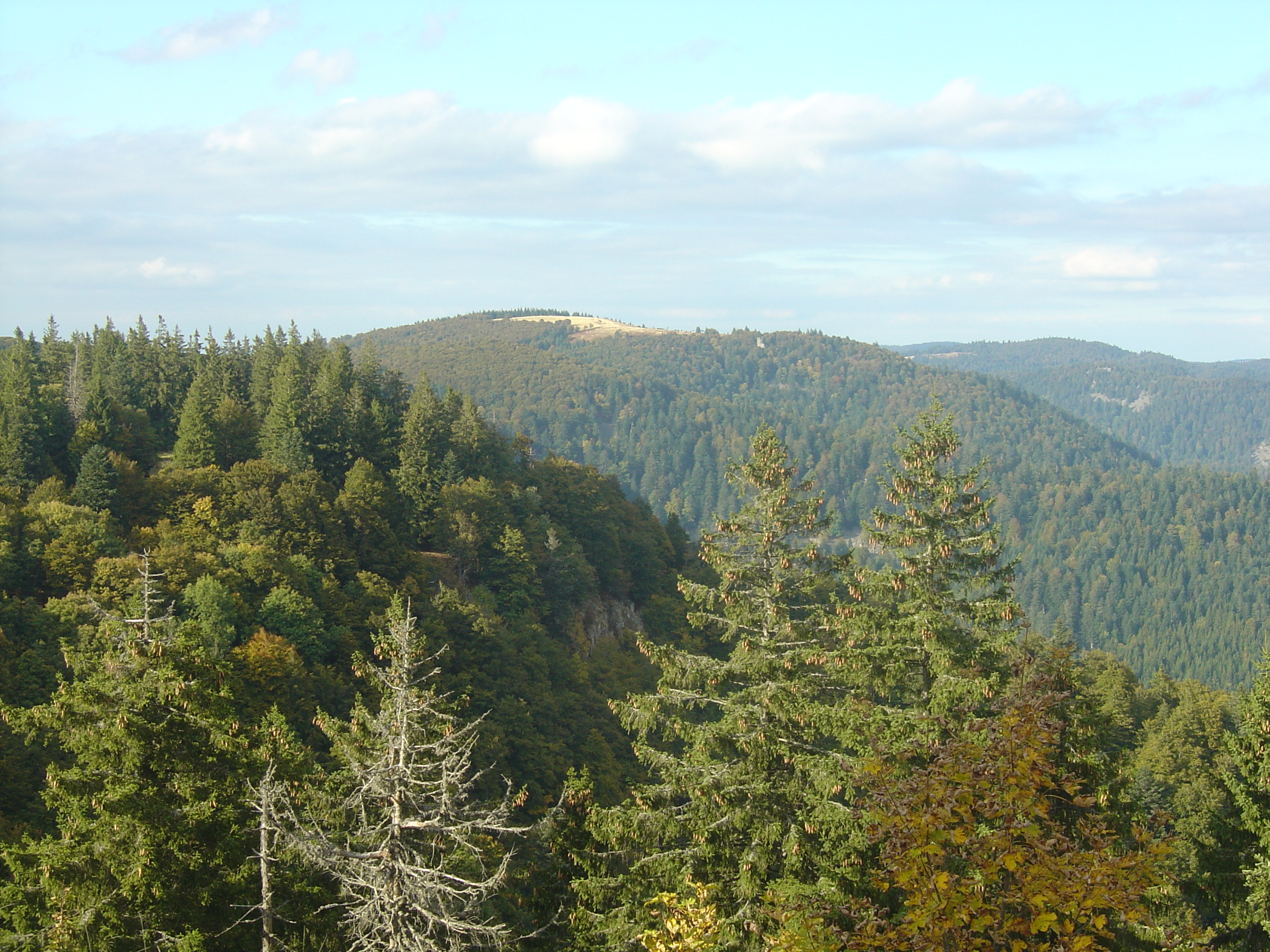
Vue sur le Grand Ventron et la réserve naturelle nationale du massif du Ventron depuis le Haut de Felsach.

## Activités
Le Haut de Felsach est parcouru par le sentier de grande randonnée 531.